# Realtà
La realtà è, in senso lato, ciò che esiste effettivamente o che può esistere, di solito in contrasto a ciò che è apparente, illusorio, immaginario o fittizio. A volte viene anche contrapposta al sogno. In senso proprio, si intende il modo di essere delle cose in quanto esistono fuori dalla mente umana o indipendentemente da essa. Questo concetto pone diverse questioni sia nella scienza sia nella filosofia, entrando in contatto con la domanda ontologica dell'essere.

## Etimologia
Il termine realtà deriva dal latino res con affinità al sanscrito rāḥ «possesso, bene, ricchezza», ovvero un oggetto materiale, e il sostantivo realitas, da cui realtà, compare soltanto nel tardo Medioevo ad opera di Duns Scoto, ma non per indicare la totalità di ciò che costituisce il "fuori" della coscienza umana, bensì l'individuazione (la realtà ultima del singolo ente che esiste). Tale concetto si contrappone all'idea latina di abstracta (quidquid credat intellectus de rei veritate = ciò che l'intelletto crede circa la verità della cosa).
L'etimologia indica le problematiche insite nel concetto di realtà e le sue relazioni con altri concetti filosofici, soprattutto "essere" e "verità". Tali relazioni sono essenziali per la comprensione del concetto stesso di "realtà". Difatti, il concetto più antico e diffuso di verità è quello che la concepisce come corrispondenza fra pensiero e realtà, riponendo formalmente la verità nel giudizio. In generale, la metafisica, ovvero una delle branche fondamentali della filosofia, tende ad avere una concezione di "realtà" molto più ampia di quella della scienza, andando alla ricerca del fondamento o dell'essenza nascosta dietro il semplice fenomeno fisico offerto all'evidenza dell'indagine strumentale.

## Problematiche
In prima istanza il concetto di realtà è intrinsecamente legato all'ontologia, cioè alla disciplina filosofica che si occupa di ciò che esiste ovvero l'esistenza. Un problema tipico dell'indagine ontologica può essere formulato come segue: cosa si intende quando si afferma che "una cosa esiste"?
1. Consideriamo questi presupposti:
1.0 Esiste qualcosa
1.1 Esiste qualcosa di materiale
1.2 Esiste qualcosa di materiale che è diverso dal soggetto che conosce.
Allora potremmo affermare:
2. Esiste un oggetto (= "ob-iectum" = "che sta davanti") che è diverso dal soggetto (= "sub-iectum" = "che sta sotto") conoscente.
Il percorso qui sopra indicato (molto generico) illustra gli altri problemi legati al concetto di realtà:
- problema della gnoseologia: in che modo conosciamo l'oggetto? Tutti i soggetti lo conoscono allo stesso modo (cioè è una conoscenza "oggettiva")?
- problema della verità: ciò che conosciamo è ciò che l'oggetto è veramente? Oppure in realtà è diverso? Esisterebbe anche se non lo conoscessimo?
- problema della certezza: la conoscenza dell'oggetto da parte del soggetto è sicura, innegabile?
- problema della metafisica: esiste qualcosa di non materiale, un qualcosa di cui possiamo dire che esiste ma che non sia "res"? Perché esiste qualcosa anziché nulla?

Si vede da questa introduzione del tutto generale come tali termini (esistenza, verità, realtà, certezza, soggetto, oggetto) siano strettamente collegati, tanto che non si può chiarirne uno senza utilizzarne un altro, quasi si trattasse di prospettive diverse di uno stesso oggetto; conviene quindi illustrare come questi termini si sono trasformati nel corso della storia.

## Antichità
La filosofia greca si pone il problema della corrispondenza fra la conoscenza della natura e la natura stessa. Non viene per lo più messa in discussione la realtà come ciò che esiste indipendentemente dal soggetto conoscente (questione che viene in luce esplicitamente solo nella modernità a partire da Cartesio e Leibniz), poiché la presenza di oggetti esterni al soggetto è considerata un'evidenza immediata. Si tratta semmai di stabilire come avvenga la conoscenza delle cose.
In questo contesto si inseriscono ad esempio le teorie epicuree delle immagini di cose, che staccandosi dagli enti si imprimerebbero nella coscienza; o ancora la teoria delle idee di Platone per cui, com'è noto, sono le idee ad avere lo status di realtà e verità, mentre le cose materiali e le sensazioni empiriche sono un'immagine fallace, al massimo una "copia" delle idee. Aristotele riformula interamente la questione della conoscenza e della natura, affermando che non vi è separazione fra idee e cose, ma differenti aspetti della realtà.
Quanto sopra è estremamente riassuntivo (si faccia riferimento alle singole voci per approfondimenti sui filosofi citati), e vuole solo illustrare come il problema della realtà parta storicamente da quello epistemologico (teoria della conoscenza: uno degli aspetti elencati nella premessa).

## Medioevo
Approfondendo questo aspetto si affaccia, nel Medioevo, la complessità implicata dal concetto di realtà; ad esempio Tommaso d'Aquino:
(De veritate, q. 1 a. 2 s. c. 2)
Cioè, in breve: veritas est adaequatio rei et intellectus (la verità è l'adeguatezza/corrispondenza della cosa e dell'intelletto);
Ecco entrare in gioco i tre concetti su cui si dibatterà dal Medioevo in poi: la verità, la cosa (res) e l'intelletto (la facoltà conoscitiva che aspira alla certezza della conoscenza).

## L'approccio contemporaneo
Un approccio molto particolare alla realtà (rispetto alla tradizione filosofica) è quello della sociologia della conoscenza. Questo punto di vista è ben rappresentato nell'opera La realtà come costruzione sociale di Peter L. Berger e Thomas Luckmann, secondo i quali la realtà non è qualcosa a priori, ma viene costruita come prodotto dell'attività umana, seguendo un processo dialettico.
Questo approccio ha delle analogie con il costruttivismo filosofico, una posizione secondo la quale non ha senso il perseguire una rappresentazione oggettiva della realtà perché il mondo della nostra esperienza, il mondo in cui viviamo, è il risultato della nostra attività costruttrice.